# Francisco Javier Moreno Ramos
Francisco Javier Moreno Ramos (Málaga, 17 februari 1979) is een Spaans componist, muziekpedagoog, dirigent en klarinettist.

## Levensloop
Moreno Ramos begon al op negenjarige leeftijd met zijn muziekstudies voor solfège, klarinet en piano bij Jose María Puyana en Miguel Ángel Leiva aan het Conservatorio Superior de Música de Málaga. Tijdens zijn studie werd hij klarinettist in de Banda de Música Juvenil "Las Flores" in Málaga. In 1992 componeerde hij de processiemars Rey de Reyes voor banda. In 1997 werd hij soloklarinettist in de Banda Juvenil de Música de los Colegios Miraflores y Gibraljaire in Málaga.
Vanaf 1998 werkt hij als docent voor klarinet aan het conservatorium Ronda en later aan de muziekschool Priego de Córdoba. Tegenwoordig werkt hij als docent aan het Conservatorio Profesional de Música Angel Barrios de Granada.
Als componist is hij vooral bekend met zijn processiemarsen voor banda.

## Composities

### Werken voor banda (harmonieorkest)
- 1992 Rey de Reyes, processiemars
- 1993 Virgen Negra, processiemars
- 1994 Nuestro Padre Jesús Orando en el Huerto, processiemars
- 1994 Divina Pastora, processiemars[1]
- 1995 Pax Malacitana, processiemars
- 1996 Concepción, la que mira al cielo, processiemars
- 1996 Cristo del Amor, processiemars
- 1997 La Soledad del Sepulcro, processiemars[2]
- 1997 Jesús de la Pollinica
- 1999 Padre mío, processiemars voor banda met kornetten en trommen
- 2002 Reina de San Agustín, processiemars[3]
- Con ‘Cristo del Amor
- Nuestro Padre Jesús de la Soledad, processiemars naar een melodie van Ana María Riaño